# Okinawarikse
Okinawarikse (Hypotaenidia okinawae) er en fugleart i familien, Vandhøns (Rallidae). Den er endemisk til øen Okinawa i Japan, hvor den er kendt som Yanbaru kuina. Dens eksistens blev bekræftet i 1978, og det blev formelt beskrevet i 1981, selvom der ikke var blevet registreret uidentificerede rikser på øen siden senest 1973, og lokale historier om en fugl kendt som agachi kumira kan henvise til denne art.
Det er en mellemstor og næsten flyveløs vandhøne med korte vinger og hale, olivenbrun overkrop, sort underkrop med hvide striber og rødt næb og ben.
Det forekommer i subtropiske fugtige skove og i nærliggende habitater. Dens yngler og finder føde på jorden, men som regel raster de i træerne. De er klassificeret som en truet art og trues af tab af habitat og indførte rovdyr . 

## Beskrivelse
Den er ca. 30 cm lang med et vingefang på 50 cm og en vægt på omkring 435 g. Den er næsten flyveløs og har meget korte vinger og hale. Næbet er stort og lys rød med en hvidlig spids. De lange, stærke ben er røde, ligesom iris og øjenring.
Det er en støjende fugl med en række høje kald. De kalder oftest tidligt og sent på dagen, normalt fra jorden, men nogle gange fra træer. Par kalder ofte sammen, og op til 12 fugle er blevet hørt i et område.

## Udbredelse og habitat
Det findes kun i Yanbaru, den nordlige del af Okinawaøen i Ryukyu-øerne i det sydlige Japan, hvorfra den har sit japanske navn. Området er på kun kun 260 km2. De findes op til ved 498 m over havets overflade. Om vinteren bevæger nogle fugle sig lidt længere syd for yngleområdet.
De forekommer hovedsageligt i stedsegrønne løvskove,men også i moser, græsarealer og dyrket jord tæt på skovområder og vand.

## Status og bevarelse
Arten er klassificeret som truet af BirdLife International på grund af sin lille, faldende bestand og begrænsede habitat. Den samlede bestand blev anslået til 1.800 fugle i 1986. Undersøgelser mellem 1996 og 2004 antydede et markant fald til omkring 720 fugle og en sammentrækning mod nord på omkring 40%. En undersøgelse i 2006 fandt imidlertid ingen yderligere indskrænkning.
Det er truet af tab og fragmenteringen af dets skovhabitat på grund af skovhugst, landbrug og opførelse af veje, dæmninger og golfbaner . Indførte rovdyr som katte, hunde og den Javanesiske mungo har sandsynligvis også indflydelse, mens nogle fugle dræbes af køretøjer på vejene.
Arten er beskyttet i Japan og er blevet erklæret et " naturmonument " og en "særlig fugl til beskyttelse".  Yanbaru blev en nationalpark i 1996, og flere skovområder er blevet købt af bevaringsorganisationer som naturreservater . Fældefangst finder sted for at reducere antallet af rovdyr, og der er indført trafikdæmpning i nogle områder for at reducere antallet af dræbte fugle på vejene. Et planlagt avlsprogram er planlagt. Det japanske miljøministerium har udarbejdet en 10-årig handlingsplan med de skridt, den planlægger at tage for at stabilisere antallet af arter.